# ロベルタ・ビンチ
ロベルタ・ビンチ（Roberta Vinci, 1983年2月18日 - ）は、イタリア・ターラント出身の女子プロテニス選手。ダブルスでサラ・エラニと組み4大大会で5勝を挙げキャリアグランドスラムを達成した。自己最高ランキングはシングルス7位、ダブルス1位。WTAツアーでシングルス10勝、ダブルス25勝を挙げている。身長163cm、体重60kg。右利き、バックハンド・ストロークは片手打ち。

## 来歴
ビンチは6歳でテニスを始め、1999年にプロに転向。1999年全仏オープンジュニア女子ダブルスで同じイタリアのフラビア・ペンネッタと組んで優勝した。
2001年のドーハ大会のダブルスでサンドリーヌ・テスチュと組んでツアー初優勝。テスチュとペアで2001年全仏オープンと2002年全仏オープンでベスト8、2001年全米オープンと2004年全仏オープンでベスト4に進出している。
シングルスでは2001年の全米オープンで4大大会に初出場。2007年のボゴタ大会でタチアナ・ガルビンの途中棄権により、シングルス初優勝を果たした。

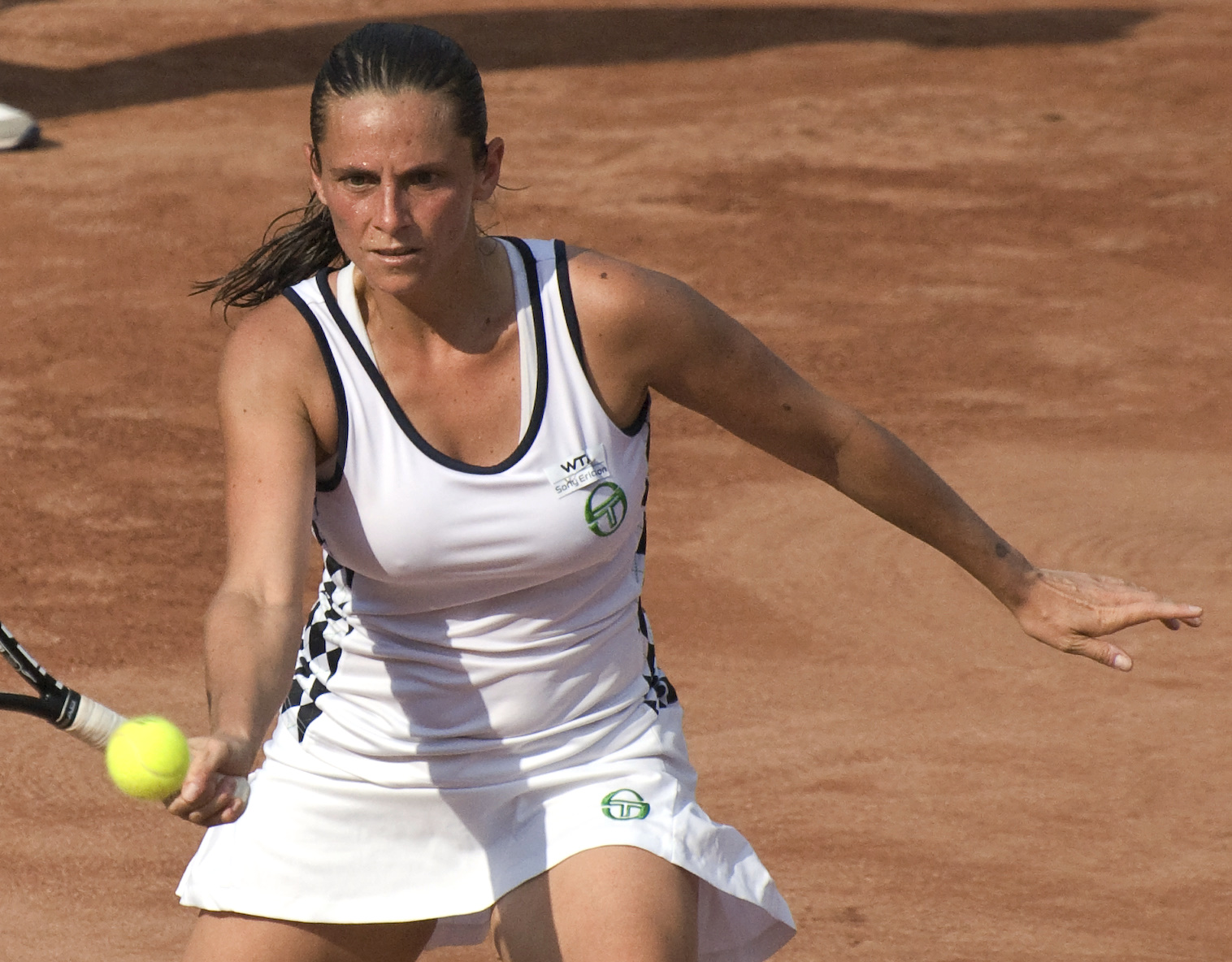
2011年ブダペストにて

2011年にバルセロナ、スヘルトーヘンボス、ブダペストの3大会で優勝し、8月のロジャーズ・カップでは2回戦でキャロライン・ウォズニアッキを 6-4, 7-5 で破り、初めて世界ランキング1位の選手に勝利した。
ビンチは4大大会のシングルスではなかなか3回戦の壁を突破出来なかったが、2012年ウィンブルドン選手権で初めて4回戦に進出した。2012年全米オープンでも4回戦に進出し第2シードのアグニエシュカ・ラドワンスカに 6-1, 6-4 で勝利し4大大会初のベスト8に進出した。準々決勝では親友でダブルスパートナーのサラ・エラニに 2-6, 4-6 で敗れた。2013年全米オープンで2年連続のベスト8に進出したが、準々決勝で同じイタリアのフラビア・ペンネッタに 4-6, 1-6 で敗れ4大大会初のベスト4進出はならなかった。

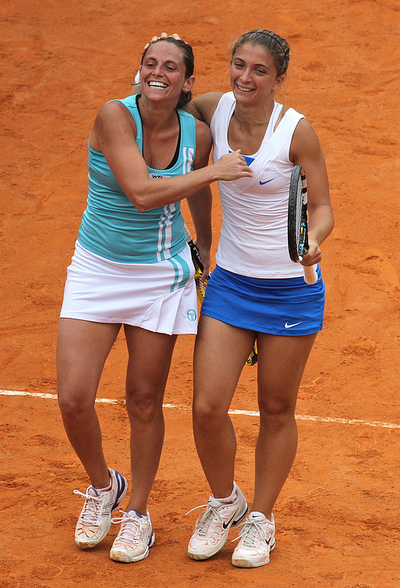
ビンチ（左）とサラ・エラニ

ビンチはオリンピックイタリア代表として、2004年アテネ五輪と2008年北京五輪と2012年ロンドン五輪の3大会で出場している。2006年、2009年、2010年のフェドカップイタリアチームの優勝メンバーの一人である。
近年はダブルスでサラ・エラニと組むことが多い。2012年全豪オープンではエラニとのペアで初の4大大会の決勝に進出した。決勝ではスベトラーナ・クズネツォワ&ベラ・ズボナレワ組に 7-5, 4-6, 3-6 で敗れ準優勝となった。2012年全仏オープンでは決勝でマリア・キリレンコ&ナディア・ペトロワ組を 4-6, 6-4, 6-2 で破り初めての4大大会ダブルスタイトルを獲得した。2012年全米オープンでも決勝に進出しアンドレア・フラバーチコバ&ルーシー・ハラデツカ組を 6–4, 6–2 で破り優勝した。2012年10月15日付のランキングでダブルス1位を記録している。2013年全豪オープンでも決勝でアシュリー・バーティ&ケーシー・デラクア組を 6-2, 3-6, 6-2 で破り4大大会ダブルス3勝目を挙げた。翌年の大会も連覇し通算4大大会女子ダブルス4勝となった。
2014年全仏オープンでは決勝で謝淑薇&彭帥組に 4-6, 1-6 で敗れ準優勝に終わったが、ウィンブルドンの決勝でティメア・バボシュ&クリスティナ・ムラデノビッチ組を 6–1, 6–3 で破り史上5組目のキャリアグランドスラムを達成した。

2015年全米オープンでは準決勝でセリーナ・ウィリアムズを2-6, 6-4, 6-4で破り、年間グランドスラム達成を阻止。イタリア勢同士の対戦になった決勝ではフラビア・ペンネッタに敗れて準優勝となった。
2016年は2月のサンクトペテルブルク・レディース・トロフィーでは決勝でベリンダ・ベンチッチに勝利し、プレミア初優勝となるツアー通算10勝目を挙げると、2月22日付のランキングで10位となり初のトップ10入りを果たす。33歳4日での初トップ10入りはWTA史上最年長記録である。5月9日付のランキングで自己最高の7位を記録した。
ビンチは2018年に地元のBNLイタリア国際を最後に現役を引退すると発表。1回戦のアレクサンドラ・クルニッチ戦が現役最後の試合となった。

## WTAツアー決勝進出結果

### シングルス: 15回 (10勝5敗)
| 大会グレード          | 大会グレード                 |
| 2008年以前            | 2009年以後                   |
| --------------------- | ---------------------------- |
| グランドスラム (0–1)  |                              |
| WTAファイナルズ (0–0) |                              |
| ティア I (0–0)        | プレミア・マンダトリー (0-0) |
| ティア I (0–0)        | プレミア5 (0-0)              |
| ティア II (0–0)       | プレミア (1–0)               |
| ティア III (1–0)      | インターナショナル (8-4)     |
| ティア IV ＆ V (0–0)  | インターナショナル (8-4)     |

| 結果   | No. | 決勝日         | 大会                 | サーフェス    | 対戦相手                     | スコア                    |
| ------ | --- | -------------- | -------------------- | ------------- | ---------------------------- | ------------------------- |
| 優勝   | 1.  | 2007年2月25日  | ボゴタ               | クレー        | タチアナ・ガルビン           | 6–7(5), 6–4, 0–3 途中棄権 |
| 優勝   | 2.  | 2009年4月19日  | バルセロナ           | クレー        | マリア・キリレンコ           | 0–6, 4–6                  |
| 準優勝 | 1.  | 2010年4月17日  | バルセロナ           | クレー        | フランチェスカ・スキアボーネ | 6–1, 6–1                  |
| 優勝   | 3.  | 2010年10月24日 | ルクセンブルク       | ハード (室内) | ユリア・ゲルゲス             | 6–3, 6–4                  |
| 優勝   | 4.  | 2011年4月30日  | バルセロナ           | クレー        | ルーシー・ハラデツカ         | 4–6, 6–2, 6–4             |
| 優勝   | 5.  | 2011年6月18日  | スヘルトーヘンボス   | 芝            | エレナ・ドキッチ             | 6–7(7), 6–3, 7–5          |
| 優勝   | 6.  | 2011年7月10日  | ブダペスト           | クレー        | イリーナ＝カメリア・ベグ     | 6–4, 1–6, 6–4             |
| 優勝   | 7.  | 2012年8月24日  | ダラス               | ハード        | エレナ・ヤンコビッチ         | 7–5, 6–3                  |
| 優勝   | 8.  | 2013年4月14日  | カトヴィツェ         | クレー        | ペトラ・クビトバ             | 7–6(2), 6–1               |
| 優勝   | 9.  | 2013年7月14日  | パレルモ             | クレー        | サラ・エラニ                 | 6–3, 3–6, 6–3             |
| 準優勝 | 2.  | 2014年7月13日  | ブカレスト           | クレー        | シモナ・ハレプ               | 1–6, 3–6                  |
| 準優勝 | 3.  | 2014年7月20日  | イスタンブール       | ハード        | キャロライン・ウォズニアッキ | 1–6, 1–6                  |
| 準優勝 | 4.  | 2015年5月23日  | ニュルンベルク       | クレー        | カリン・クナップ             | 6–7(5), 6–4, 1–6          |
| 準優勝 | 5.  | 2015年9月12日  | 全米オープン         | ハード        | フラビア・ペンネッタ         | 6–7(4), 2–6               |
| 優勝   | 10. | 2016年2月14日  | サンクトペテルブルク | ハード (室内) | ベリンダ・ベンチッチ         | 6–4, 6–3                  |

### ダブルス: 43回 (25勝18敗)
| 大会グレード          | 大会グレード                 |
| 2008年以前            | 2009年以後                   |
| --------------------- | ---------------------------- |
| グランドスラム (5-3)  |                              |
| WTAファイナルズ (0–0) |                              |
| ティア I (0–4)        | プレミア・マンダトリー (2-1) |
| ティア I (0–4)        | プレミア5 (3-2)              |
| ティア II (0–1)       | プレミア (2-3)               |
| ティア III (1-1)      | インターナショナル (10–3)    |
| ティア IV ＆ V (2–0)  | インターナショナル (10–3)    |

| 結果   | No. | 決勝日         | 大会               | サーフェス        | パートナー                   | 対戦相手                                                  | スコア              |
| ------ | --- | -------------- | ------------------ | ----------------- | ---------------------------- | --------------------------------------------------------- | ------------------- |
| 優勝   | 1.  | 2001年2月18日  | ドーハ             | ハード            | サンドリーヌ・テスチュ       | クリスティ・ボーグルト ミリアム・オレマンス               | 7–5, 7–6(4)         |
| 準優勝 | 1.  | 2001年10月18日 | チューリッヒ       | カーペット (室内) | サンドリーヌ・テスチュ       | リンゼイ・ダベンポート リサ・レイモンド                   | 3–6, 6–2, 2–6       |
| 準優勝 | 2.  | 2002年2月3日   | 東京               | カーペット (室内) | エルス・カレンズ             | リサ・レイモンド レネ・スタブス                           | 1–6, 1–6            |
| 準優勝 | 3.  | 2002年2月21日  | ドバイ             | ハード            | サンドリーヌ・テスチュ       | バーバラ・リットナー マリア・ベント＝カブチ               | 3–6, 2–6            |
| 優勝   | 2.  | 2005年9月25日  | ポルトロス         | ハード            | アナベル・メディナ・ガリゲス | エレナ・コスタニッチ カタリナ・スレボトニク               | 6–4, 5–7, 6–2       |
| 優勝   | 3.  | 2006年1月13日  | キャンベラ         | ハード            | マルタ・ドマホフスカ         | クレイアー・カーラン リガ・デクメイエレ                   | 7–6(5), 6–3         |
| 準優勝 | 4.  | 2007年2月22日  | ボゴタ             | クレー            | フラビア・ペンネッタ         | ルルド・ドミンゲス・リノ パオラ・スアレス                 | 6–1, 3–6, [9–11]    |
| 準優勝 | 5.  | 2007年5月10日  | ベルリン           | クレー            | タチアナ・ガルビン           | リサ・レイモンド サマンサ・ストーサー                     | 3–6, 4–6            |
| 準優勝 | 6.  | 2007年5月17日  | ローマ             | クレー            | タチアナ・ガルビン           | ナタリー・ドシー マラ・サンタンジェロ                     | 4–6, 1–6            |
| 準優勝 | 1.  | 2010年2月22日  | アカプルコ         | クレー            | サラ・エラニ                 | ポロナ・ヘルツォグ バルボラ・ザフラボバ・ストリコバ       | 6–2, 1–6, [2–10]    |
| 優勝   | 4.  | 2010年4月11日  | マルベーリャ       | クレー            | サラ・エラニ                 | マリア・コンドラチェワ ヤロスラワ・シュウェドワ           | 6–4, 6–2            |
| 優勝   | 5.  | 2010年4月17日  | バルセロナ         | クレー            | サラ・エラニ                 | ティメア・バシンスキー タチアナ・ガルビン                 | 6–1, 3–6, [10–2]    |
| 優勝   | 6.  | 2011年1月15日  | ホバート           | ハード            | サラ・エラニ                 | カテリナ・ボンダレンコ リガ・デクメイエレ                 | 6–3, 7–5            |
| 優勝   | 7.  | 2011年2月13日  | パタヤ             | ハード            | サラ・エラニ                 | 孫勝男 鄭潔                                               | 3–6, 6–3, [10–5]    |
| 準優勝 | 8.  | 2011年4月10日  | マルベーリャ       | クレー            | サラ・エラニ                 | ヌリア・リャゴステラ・ビベス アランチャ・パラ・サントンハ | 6–3, 4–6, [5–10]    |
| 準優勝 | 9.  | 2011年6月12日  | バーミンガム       | 芝                | サラ・エラニ                 | オリガ・ゴボツォワ アーラ・クドゥリャフツェワ             | 6–1, 1–6, [5–10]    |
| 優勝   | 8.  | 2011年7月16日  | パレルモ           | クレー            | サラ・エラニ                 | アンドレア・フラバーチコバ クララ・ザコパロバ             | 7–5, 6–1            |
| 準優勝 | 10. | 2011年8月27日  | ニューヘイブン     | ハード            | サラ・エラニ                 | 荘佳容 オリガ・ゴボツォワ                                 | 5–7, 2–6            |
| 準優勝 | 11. | 2012年1月27日  | 全豪オープン       | ハード            | サラ・エラニ                 | スベトラーナ・クズネツォワ ベラ・ズボナレワ               | 7-5, 4-6, 3-6       |
| 優勝   | 9.  | 2012年2月26日  | モンテレイ         | ハード            | サラ・エラニ                 | クルム伊達公子 張帥                                       | 6–2, 7–6(6)         |
| 優勝   | 10. | 2012年3月3日   | アカプルコ         | クレー            | サラ・エラニ                 | ルルド・ドミンゲス・リノ アランチャ・パラ・サントンハ     | 6–2, 6–1            |
| 準優勝 | 12. | 2012年4月1日   | マイアミ           | ハード            | サラ・エラニ                 | マリア・キリレンコ ナディア・ペトロワ                     | 6–7(0), 6–4, [4–10] |
| 優勝   | 11. | 2012年4月15日  | バルセロナ         | クレー            | サラ・エラニ                 | フラビア・ペンネッタ フランチェスカ・スキアボーネ         | 6-0, 6-2            |
| 優勝   | 12. | 2012年5月12日  | マドリード         | クレー            | サラ・エラニ                 | エカテリーナ・マカロワ エレーナ・ベスニナ                 | 6-1, 3-6, [10-4]    |
| 優勝   | 13. | 2012年5月20日  | ローマ             | クレー            | サラ・エラニ                 | エカテリーナ・マカロワ エレーナ・ベスニナ                 | 6–2, 7–5            |
| 優勝   | 14. | 2012年6月8日   | 全仏オープン       | クレー            | サラ・エラニ                 | マリア・キリレンコ ナディア・ペトロワ                     | 4-6, 6-4, 6-2       |
| 優勝   | 15. | 2012年6月23日  | スヘルトーヘンボス | 芝                | サラ・エラニ                 | マリア・キリレンコ ナディア・ペトロワ                     | 6–4, 3–6, [11–9]    |
| 優勝   | 16. | 2012年9月9日   | 全米オープン       | ハード            | サラ・エラニ                 | アンドレア・フラバーチコバ ルーシー・ハラデツカ           | 6-4, 6-2            |
| 準優勝 | 19. | 2013年1月11日  | シドニー           | ハード            | サラ・エラニ                 | ナディア・ペトロワ カタリナ・スレボトニク                 | 3-6, 4-6            |
| 優勝   | 17. | 2013年1月25日  | 全豪オープン       | ハード            | サラ・エラニ                 | アシュリー・バーティ ケーシー・デラクア                   | 6-2, 3-6, 6-2       |
| 優勝   | 18. | 2013年2月3日   | パリ               | ハード (室内)     | サラ・エラニ                 | アンドレア・フラバーチコバ リーゼル・フーバー             | 6-1, 6-1            |
| 優勝   | 19. | 2013年2月17日  | ドーハ             | ハード            | サラ・エラニ                 | ナディア・ペトロワ カタリナ・スレボトニク                 | 2–6, 6–3, [10–6]    |
| 準優勝 | 14. | 2013年5月19日  | ローマ             | クレー            | サラ・エラニ                 | 謝淑薇 彭帥                                               | 6–4, 3–6, [8–10]    |
| 準優勝 | 15. | 2013年6月10日  | 全仏オープン       | クレー            | サラ・エラニ                 | エカテリーナ・マカロワ エレーナ・ベスニナ                 | 5-7, 2-6            |
| 準優勝 | 16. | 2014年1月10日  | シドニー           | ハード            | サラ・エラニ                 | ティメア・バボシュ ルーシー・サファロバ                   | 5–7, 6–3, [7–10]    |
| 優勝   | 20. | 2014年1月24日  | 全豪オープン       | ハード            | サラ・エラニ                 | エカテリーナ・マカロワ エレーナ・ベスニナ                 | 6-4, 3-6, 7-5       |
| 優勝   | 21. | 2014年4月27日  | シュトゥットガルト | クレー            | サラ・エラニ                 | カーラ・ブラック サニア・ミルザ                           | 6–2, 6–3            |
| 優勝   | 22. | 2014年5月10日  | マドリード         | クレー            | サラ・エラニ                 | ガルビネ・ムグルサ カルラ・スアレス・ナバロ               | 6–4, 6–3            |
| 準優勝 | 17. | 2014年5月18日  | ローマ             | クレー            | サラ・エラニ                 | クベタ・ペシュケ カタリナ・スレボトニク                   | 0–4, 途中棄権       |
| 準優勝 | 18. | 2014年6月8日   | 全仏オープン       | クレー            | サラ・エラニ                 | 謝淑薇 彭帥                                               | 4-6, 1-6            |
| 優勝   | 23. | 2014年7月5日   | ウィンブルドン     | 芝                | サラ・エラニ                 | ティメア・バボシュ クリスティナ・ムラデノビッチ           | 6–1, 6–3            |
| 優勝   | 24. | 2014年8月10日  | モントリオール     | ハード            | サラ・エラニ                 | カーラ・ブラック サニア・ミルザ                           | 7–6(4), 6–3         |
| 優勝   | 25. | 2015年1月10日  | オークランド       | ハード            | サラ・エラニ                 | 青山修子 レナタ・ボラコバ                                 | 6–2, 6–1            |

## 4大大会ダブルス優勝
- 全豪オープン 女子ダブルス：2勝（2013年・2014年）
- 全仏オープン 女子ダブルス：1勝（2012年）
- ウィンブルドン 女子ダブルス：1勝（2014年）
- 全米オープン 女子ダブルス：1勝（2012年）

## 4大大会シングルス成績
略語の説明
| W | F | SF | QF | #R | RR | Q# | LQ | A | Z# | PO | G | S | B | NMS | P | NH |

W=優勝, F=準優勝, SF=ベスト4, QF=ベスト8, #R=#回戦敗退, RR=ラウンドロビン敗退, Q#=予選#回戦敗退, LQ=予選敗退, A=大会不参加, Z#=デビスカップ/BJKカップ地域ゾーン, PO=デビスカップ/BJKカッププレーオフ, G=オリンピック金メダル, S=オリンピック銀メダル, B=オリンピック銅メダル, NMS=マスターズシリーズから降格, P=開催延期, NH=開催なし.
| 大会           | 2001 | 2002 | 2003 | 2004 | 2005 | 2006 | 2007 | 2008 | 2009 | 2010 | 2011 | 2012 | 2013 | 2014 | 2015 | 2016 | 2017 | 2018 | 通算成績 |
| -------------- | ---- | ---- | ---- | ---- | ---- | ---- | ---- | ---- | ---- | ---- | ---- | ---- | ---- | ---- | ---- | ---- | ---- | ---- | -------- |
| 全豪オープン   | A    | LQ   | LQ   | LQ   | LQ   | 3R   | 1R   | 1R   | 1R   | 3R   | 1R   | 2R   | 3R   | 1R   | 2R   | 3R   | 1R   | LQ   | 10–12    |
| 全仏オープン   | A    | LQ   | LQ   | 1R   | 1R   | 1R   | 1R   | LQ   | 1R   | 2R   | 3R   | 1R   | 4R   | 1R   | 1R   | 1R   | 1R   | A    | 6–13     |
| ウィンブルドン | A    | 1R   | LQ   | LQ   | 3R   | A    | 2R   | LQ   | 3R   | 2R   | 3R   | 4R   | 4R   | 1R   | 1R   | 3R   | 1R   | A    | 16–12    |
| 全米オープン   | 1R   | LQ   | A    | 1R   | 1R   | 1R   | 1R   | 2R   | 1R   | 1R   | 3R   | QF   | QF   | 3R   | F    | QF   | 1R   | A    | 22–15    |

※: 2015年全米4回戦の不戦勝は通算成績に含まない